# Frederick W. Smith
Pour les articles homonymes, voir Smith.
Frederick Wallace Smith, dit Fred Smith (né le 11 août 1944 à Marks (Mississippi) et mort le 21 juin 2025 à Memphis (Tennessee)) est un homme d'affaires américain, fondateur, président et chef de la direction de FedEx, connue sous le nom de Federal Express, la première compagnie qui offre des services de livraisons express partout dans le monde.

## Biographie

### Jeunes années
Né à Marks dans l’État du Mississippi, Frederick W. Smith est le fils de James Frederick Smith — qui, avant 20 ans, a abandonné son premier prénom, exprimant une préférence pour être connu comme Fred ou Frederick — fondateur de la chaîne de restaurants Toddle Chambre et le Motor Coach Smith Company (rebaptisée Dixie Greyhound Lines après que The Greyhound Corporation a acheté une participation majoritaire en 1931) ,. Fred Smith, le père, est mort tandis que Fred Smith, le fils, avait seulement 4 ans. Le garçon a alors été élevé par sa mère et ses oncles.
Pendant son enfance, Frederick W. Smith a été paralysé par une maladie des os, mais a recouvré sa santé à l’âge de 10 ans, avant de devenir un excellent joueur de football et d'apprendre à piloter à 15 ans.
Frederick W. Smith montrait un grand intérêt pour le pilotage, et est devenu un pilote amateur dès l’adolescence. Il a fréquenté l'école élémentaire à la Presbyterian Day School et le lycée Memphis University School.
En 1962, Frederick W. Smith est entré à l'université Yale. Pendant ses études à Yale, il a écrit un papier pour un cours d'économie, décrivant le service de livraison du jour au lendemain à l’ère de l'informatique. Folklore suggère qu'il a reçu un « C » pour ce devoir. Le papier est devenu l'idée de FedEx. Smith est devenu un membre et, finalement, le président de la fraternité Delta Kappa Epsilon (DKE) et membre de la société secrète Skull and Bones. Il a obtenu son baccalauréat en économie en 1966. Pendant ses années de lycée, il était un ami et « frère » de George W. Bush à la fraternité Delta Kappa Epsilon. Smith était aussi ami avec John Kerry, a partagé son enthousiasme pour l'aviation et a été son partenaire de vol.

### Engagement comme Marine
Après l'obtention de son diplôme, Frederick W. Smith s'est engagé dans le corps des Marines, et a servi pendant trois ans (de 1966 à 1969) en tant que platoon leader (chef de peloton) et Forward air controller (FAC), volant sur le siège arrière de l'OV-10. Beaucoup de mythes subsistent sur cette partie de sa vie ; Smith était un « Ground » Marine pour l'ensemble de son service. Il a été spécialement formé pour voler avec les pilotes et observer et contrôler les actions au sol. Il n'est jamais passé par la formation de vol et n'était pas pilote dans l'armée.
Comme Marine, Frederick W. Smith a servi deux fois au Vietnam, volé avec les pilotes sur plus de 200 missions de combat. Il a été libéré honorablement en 1969 avec le grade de capitaine, après avoir reçu la Silver Star, la Bronze Star, et deux Purple Hearts. Pendant son service, Smith a observé attentivement les procédures d'approvisionnement et de livraison, et a pu peaufiner son rêve de créer un service de livraison le lendemain.

### Carrière
En 1970, Frederick W. Smith a acheté une participation majoritaire dans une entreprise de maintenance d'aéronefs, Ark Aviation Sales, et, en 1971, il a tourné son attention vers le marché des jets d'occasion. Le 18 juin 1971, Smith a fondé Federal Express avec ses 4 millions de dollars issus d'un héritage (équivalent à 31 M $ en 2024). En 1973, la société a commencé à offrir ses services de livraison entre 25 villes, en commençant avec de petits colis et des plis avec une flotte de 14 Falcon 20 (DA-20). L'accent était mis sur le développement d'un système air-sol intégré, ce qui n'a jamais été fait auparavant. Smith a développé FedEx sur l'idée d'une entreprise d'expédition basée sur le principe des banques centrales de compensation.
Dans les premiers jours de FedEx, Frederick W. Smith a dû aller très loin pour maintenir l'entreprise à flot. À un moment critique, il a emporté les 5 000 derniers dollars de la société à Las Vegas pour les jouer et a remporté 27 000 $ au blackjack pour couvrir la facture de carburant de l'entreprise.
Frederick W. Smith a siégé aux conseils d'administration de plusieurs grandes entreprises publiques, du St. Jude Children's Research Hospital et de la Fondation Mayo. Il était auparavant président du conseil des gouverneurs de l'Association IATA et de l'Association U.S. Air Transport. Smith est président du Groupe de travail sur la sécurité de la Business Roundtable, et un membre du Business Council et l'Institut Cato. Il a servi en tant que président de l'US-China Business Council et il est l'actuel président du French-American Business Council. En outre, Smith a été nommé, en 2006, personnalité de l'année par la Chambre de commerce franco-américaine. Il est membre de l'Aviation Hall of Fame. Il a aussi été nommé co-président du Projet commémoratif américain de la Seconde Guerre mondiale (U.S. World War II Memorial Project). Enfin, il a été nommé en 2004 « PDG de l'année » par le magazine Chief Executive. 
En plus de FedEx, Frederick W. Smith est également copropriétaire de l'équipe Commanders de Washington de la NFL. Son fils, Arthur Smith, qui a joué au football à l'Université de Caroline du Nord, est une ligne offensive et entraîneur adjoint Tight End pour les Titans du Tennessee. Ce partenariat a abouti au parrainage de l'équipe de course NASCAR Joe Gibbs par FedEx. Smith est également propriétaire ou copropriétaire de plusieurs sociétés de divertissement, y compris de la Dream Image Productions et d'Alcon Films (productrice du film Insomnia avec Al Pacino et Robin Williams).
En 2000, Frederick W. Smith a fait une apparition dans le film « Seul au monde »  avec Tom Hanks, jouant son propre rôle, lorsque le personnage de Tom est accueilli à son retour, scène filmée sur place, dans les locaux de la société FedEx à Memphis, Tennessee.
Après l'élection de Bush en 2000, il y a eu des négociations pour que Smith soit nommé au cabinet de Bush comme secrétaire à la Défense. Bien que Smith était le premier choix de Bush pour le poste, il a refusé pour des raisons médicales — Donald Rumsfeld a été nommé à sa place. Bien que Smith était ami avec les deux principaux candidats de 2004, John Kerry et George W. Bush, Smith a choisi de soutenir Bush à l'élection présidentielle. Quand Bush a décidé de remplacer Rumsfeld, Smith a été proposé pour le poste, mais il a refusé, afin de passer du temps avec sa fille malade, en phase terminale.
En 2008, Frederick W. Smith était un partisan de la candidature du sénateur John McCain à l'élection présidentielle, et a été nommé coprésident national de son comité de campagne. Certains avaient spéculé que Smith pourrait avoir un rôle de conseiller économique dans une administration McCain. 
Frederick W. Smith a été intronisé au Junior Achievement Business Hall of Fame américain en 1998. Ses autres prix comprennent celui de « PDG de l'année 2004 » par le Chief Executive Magazine et le prix 2008 de Distinguished Leadership, remis par la Kellogg School of Management. Il a également reçu le prix Bower 2008 du Business Leadership de l'Institut Franklin de Philadelphie, en Pennsylvanie. Il a reçu le prix Jannus Tony en 2011 pour ses contributions remarquables à l'aviation commerciale. 
En mars 2014, le magazine Fortune lui attribue le 26e rang dans la liste des « 50 plus grands dirigeants du monde»

### Affaires judiciaires
Le 31 janvier 1975, Frederick W. Smith a été inculpé pour falsification de documents par un grand jury fédéral. La plainte a été déposée par deux demi-sœurs de Smith, Fredette Smith Aigle et Mme Laura Ann Patterson. La poursuite allègue que Smith avait fabriqué des documents pour obtenir un prêt bancaire de 2 millions de dollars et que lui et les dirigeants de son fonds de placement familial avaient vendu des stocks du fonds à perte pour 14 millions. Un mandat d’arrêt a été émis contre lui pour avoir affiché des liens avec les autorités fédérales à Memphis. Smith a plus tard été déclaré non coupable de l'accusation de contrefaçon.
Le soir même de son acte d'accusation de falsification, Frederick W. Smith a été impliqué dans un  délit de fuite fatal par lequel il a tué un homme à tout faire de 54 ans du nom de George C. Strughill. Smith a été arrêté et accusé d'avoir quitté les lieux d'un accident et d'avoir conduit avec un permis expiré. Il a été libéré sous caution et toutes les accusations ont été rejetées.
Ce ne fut pas la première fois que Frederick W. Smith a été impliqué dans un accident de voiture mortel. Lors de sa première pause estivale de Yale, Smith était de retour à Memphis avec des amis quand il a perdu le contrôle de la voiture qu'il conduisait, provoquant le retournement du véhicule et tuant le passager sur le siège avant. La cause de l'accident n'a jamais été déterminée.